# Cachoeira de São José
Cachoeira de São José é um distrito do município brasileiro de São José dos Pinhais, no estado do Paraná.